# Mariandins
Els mariandins (en llatí Mariandyni, en grec antic Μαριανδυνοί, Μαριανδηνοί, o Μαρυανδυνοί)  Eren un poble Tracis prominent que vivia al nord-est de Bitínia, entre els rius Sangari i Billaeus, a l'est de la tribu anomenada tini o bitini. El seu país s'anomenava Mariandinia (Μαριανδυνία), segons Esteve de Bizanci.
Segons Escílax de Carianda no ocupaven tota la vall del Sangarios, perquè el riu Hypius formava el límit entre els tinis i els mariandins. Estrabó els considera una branca dels bitinis però Heròdot clarament diu que els mariandins eren un poble no traci i els bitinis eren tracis. A més a l'exèrcit persa els bitinis i els mariandins apareixen per separat i l'armament i vestimenta dels mariandins era més similar a la dels soldats de Paflagònia que a la dels bitinis.
La principal ciutat del seu territori era Heraclea Pòntica. Els grecs que habitaven la ciutat van reduir als mariandins a un estat de servitud, com eren per exemple els peneste a Tessàlia. No és segur a quina ètnia pertanyien, encara que si no eren tinis havien d'estar emparentats amb els paflagonis. A la divisió del territori que va fer l'Imperi Persa formaven part de la tercera satrapia.
L'heroi mític Mariandí, es considera, en mitologia grega, l'epònim dels mariandins.